# Острова Гилберта и Эллис
Острова Гилберта и Эллис (англ. the Gilbert and Ellice Islands) — британский протекторат с 1892 года и колония с 1916 по 1 января 1976 года, когда острова были разделены на две колонии, которые вскоре стали независимыми государствами. Референдум был проведен в декабре 1974 года, чтобы определить, должны ли острова Гилберта и Эллис иметь свою собственную администрацию. В результате референдума колония острова Гильберта и Эллис прекратила своё существование 1 января 1976 года, и возникли отдельные государства Кирибати и Тувалу.

## Местонахождение
Острова Гилберта (бывшие острова Кингсмилл) представляют собой цепочку из шестнадцати атоллов и коралловых островов в западной части Тихого океана, которые признаны частью микронезийского субрегиона Океании. Острова Гилберта являются основной частью нынешней Республики Кирибати («Кирибати» — это перевод на языке кирибати «Гилберт»). Атоллы и острова островов Гилберта расположены приблизительно по линии север-юг. В географическом смысле экватор служит разделительной линией между северными островами Гилберта и южными островами Гилберта. Острова Эллис находятся к югу от островов Гилберта. Острова Эллис состоят из трех рифовых островов и шести настоящих атоллов, раскинувшихся между 5-10° южной широты и 176-180° западнее международной линии перемены дат. Острова Эллис находятся на полпути между Гавайями и Австралией. Острова Эллис признаны частью полинезийского субрегиона Океании.

## Название
В 1606 году Педро Фернандес де Кирос увидел Бутаритари и Макин, которые он назвал островами Buen Viaje («добрая поездка» на испанском языке). Острова Гилберта получили своё название в 1820 году русским адмиралом бароном Иваном фон Крузенштерном в честь британского капитана Томаса Гилберта, который столкнулся с архипелагом в 1788 году, исследуя маршрут Внешнего прохода из Порт-Джэксона в Кантон. Французский капитан Луи Дюперре был первым, кто нанёс на карту весь архипелаг островов Гилберта. Он командовал корветом La Coquille во время его кругосветное плавания (1822—1825).
Атолл Фунафути был назван островом Эллис в честь Эдварда Эллиса, британского политика и купца, капитаном Арентом де Пейстером, который видел острова в 1819 году, плывя на корабле Ребекка. Эллис владел грузом корабля. Имя Эллис было применено ко всем девяти островам того, что сейчас называется Тувалу, после работы английского гидрографа Александра Джорджа Финдлея.
Острова Гилберта и Эллис ранее были обозначены кодом страны GE 3166-1 альфа-2 «GE» до 1977 года.

## Администрация Островов Гилберта и Эллис

### Управление как часть Протектората британских территорий Западной части Тихого океана

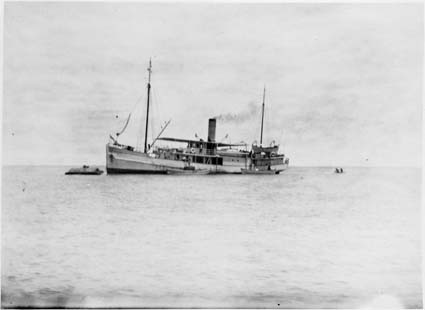
SS Tokelau: Правительственный пароход Протектората Островов Гилберта и Эллис (30 апреля 1909 года)

В соответствии с Законом о защите жителей тихоокеанских островов от 1857 года, в 1877 году для территорий Западной части Тихого океана был создан протекторат над этим районом (но не над этими островами).
Шестнадцать островов Гилбертса были объявлены британским протекторатом капитаном Дэвисом Р. Н. на HMS Royalist в период с 27 мая по 17 июня 1892 года. Острова Эллис были объявлены британским протекторатом капитаном Гибсоном Р. Н. на HMS Curacoa в период с 9 по 16 октября в том же году.
Британские территории в западной части Тихого океана (BWPT) находились под управлением Верховного комиссара, проживающего на Фиджи. Постоянный комиссар Чарльз Суэйн был назначен управляющим на острова Эллис в 1892 году и на острова Гилберта в 1893 году. Его сменил В. Телфер Кэмпбелл в 1896 году, который утвердился на атолле Тарава и оставался на этом посту до 1908 года. Телфер Кэмпбелл подвергся критике за его законодательное, судебное и административное управление (включая принудительный труд, предположительно взыскиваемый с островитян), а Артур Махаффи, бывший колониальный чиновник на островах, провел расследование, в результате чего в 1909 году был опубликован доклад. В 1913 году анонимный корреспондент журнала New Age описал плохое управление Телфера Кэмпбелла, связал его с критикой Pacific Phosphate Company, которая работает на островах Океании, и поставил под сомнение беспристрастность Махаффи.
Затем резиденция правительства была перенесена на остров Оушен (ныне известный как остров Банаба), который был включен в протекторат в 1900 году, чтобы воспользоваться улучшенными транспортными связями в результате деятельности Тихоокеанской фосфатной компании и статусом островов. 12 января 1916 года протекторат был заменен колонией. Роль британских колониальных властей подчеркивала необходимость закупки рабочей силы для добычи фосфатов на островах Океании и поддержания порядка среди рабочих.

### Колония Островов Гилберта и Эллис
Острова стали колонией Короны 12 января 1916 года в соответствии с указом по Островам Гилберта и Эллис в 1915 году.
Остров Фаннинг и остров Вашингтон также вошли в состав колонии вместе с островами Союзных островов (ныне известных как Токелау); Остров Рождества был включен в состав колонии в 1919 году, но был оспорен США в соответствии с Законом о островах Гуано от 1856 года. Острова Союза были переданы Новой Зеландии в 1926 году.
Комиссар-резидент по-прежнему управлял колонией островов Гилберта и Эллис. В 1930 году комиссар-резидент Артур Гримбл издал пересмотренные законы, Положения о порядке и законе на островах Гилберта и Эллис, которые заменили законы, созданные во время BWPT. Острова Феникс были включены в колонию в 1937 году.
Остров Банаба (Оушен) оставался штаб-квартирой колонии до эвакуации британцев в 1942 году во время Тихоокеанской войны, когда острова Оушен и Гилберта были оккупированы японцами. Силы Соединенных Штатов высадились в Фунафути 2 октября 1942 года и на Нанумеа и Нукуфетау в августе 1943 года и построили аэродром на каждом острове. Атоллы Тувалу выполняли роль промежуточного поста во время подготовки к битве за Тараву и к битве за Макин, которая началась 20 ноября 1943 года. Полковник Фокс-Стренгвейс был комиссаром-резидентом колонии островов Гилберта и Эллис в 1941 году, его администрация располагалась на Фунафути.
После Второй мировой войны административный центр колонии был восстановлен на Тараве, сначала на острове Бетио, а затем на острове Баирики.
В соответствии с Законом о Токелау 1948 года суверенитет над Токелау был передан Новой Зеландии. Пять островов центральной и южной линий были добавлены в колонию в 1972 году.
Тувалу были обеспокоены своим статусом меньшинства в колонии островов Гилберта и Эллис. В 1974 году этнические различия внутри колонии привели к тому, что полинезийцы островов Эллис проголосовали за отделение от микронезийцев островов Гилберта (позднее Кирибати). В следующем году острова Эллис стали отдельной британской колонией Тувалу.

### Переход к самоопределению
В 1947 году Тарава на островах Гилберта была превращена в административный центр. Это развитие включало создание средней школы Короля Георга V для мальчиков и средней школы для девочек Элейн Бернакки.
В 1956 году в Маракеи была организована конференция колоний, на которой присутствовали официальные лица и представители каждого острова в колонии островов Гилберта и Эллис. Конференции проводились каждые два года до 1962. Развитие администрации продолжалось с созданием в 1963 году консультативного совета. Совет из пяти чиновников и 12 представителей, которые назначались комиссаром-резидентом. В 1964 году был создан Исполнительный совет с восемью должностными лицами и восемью представителями. Представительные члены избирались на выборах в Консультативный совет островов Гилберта и Эллис, состоявшихся в 1964 году. В это время комиссар-резидент должен был проконсультироваться с Исполнительным советом относительно разработки законов для принятия решений, касающихся колонии островов Гилберта и Эллис.
В 1967 году была принята Конституция, в соответствии с которой была создана Палата представителей колонии островов Гилберта и Эллис, в которую входили семь назначенных должностных лиц и 23 члена, избранных островитянами. Тувалу избрало четырёх членов Палаты представителей. Конституция 1967 года также учредила Совет управляющих. Палата представителей имела право только рекомендовать законы; Совет управляющих уполномочен принимать законы по рекомендации Палаты представителей.
Был создан специальный комитет Палаты представителей для рассмотрения вопроса о том, следует ли изменить конституцию, с тем чтобы законодательная власть была передана Палате представителей. Стало очевидным, что народ Тувалу обеспокоен своим статусом меньшинства в колонии островов Гилберта и Эллис, а они хотят равного представительства с народом кирибати. В 1971 году была введена новая конституция, которая предусматривала, что на каждом из островов Тувалу (кроме Ниулакиты) избирался один представитель. Однако это не положило конец движению Тувалу за независимость.
В 1974 году в колонии островов Гилберта и Эллис было введено министерское правительство путем внесения изменений в Конституцию.

### Выборы и переход к парламентскому управлению
Конституция 1967 года создала парламент, члены которого избирались на следующих выборах:
- Всеобщие выборы на островах Гилберта и Эллис 1967 года
- Всеобщие выборы на островах Гилберта и Эллис 1970 года
- Всеобщие выборы на островах Гилберта и Эллис 1974 года[27]

### Распад колонии островов Гилберта и Эллис

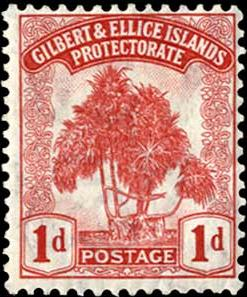
Марка Протектората островов Гилберта и Элисс 1911 года

В декабре 1974 года был проведен референдум, чтобы определить, должны ли острова Гилберта и Эллис иметь свою собственную администрацию. В результате референдума о самоопределении островов Эллис, проведенного в 1974 году, разделение происходило в два этапа. Указ о Тувалу 1975 года, принятый Тайным советом и вступивший в силу 1 октября 1975 года, признал Тувалу отдельной британской зависимой территорией со своим собственным правительством. Второй этап произошел 1 января 1976 года, когда из государственной службы колонии островов Гилберта и Эллис были созданы две отдельные администрации. Британцы провели официальное расследование в отношениях Тувалу к администрации и объявили, что должен быть проведен референдум, на котором жители Тувалу либо могут остаться с островами Гилберта в одном государстве или отделиться. Им сообщили, что, если они отделятся, они не получат месторождения с фосфатами на острове Оушен или других ресурсов колонии. Несмотря на это, 3799 человек (92 %) проголосовали за отделение, в то время как 293 проголосовали против отделения. 1 октября 1975 года произошло юридическое отделение от островов Гилберта (ныне Кирибати). 1 января 1976 года вся администрация новой колонии была переведена в Фунафути из Таравы. 1 октября 1978 года Тувалу стало независимой конституционной монархией и 38-м членом Содружества. Острова Гилберта получили независимость 12 июля 1979 года под названием Кирибати в соответствии с Указом о независимости Кирибати 1979 года как республика с членством в Содружестве. В тот день колониальный флаг был в последний раз опущен во время парада, посвященного как новому независимому государству, так и в память об интенсивных битвах на Тараве во Второй мировой войны. В параде приняли участие многие высокопоставленные лица из Кирибати и зарубежья. Имя Кирибати (произносится kʲiriˈbas) является лингвистическим производным от «Гилберт».
Остров Банаба, в прошлом богатый фосфатами, а затем полностью истощенный в последние колониальные годы, также подал в суд на независимость в 1979 году и бойкотировал государственные мероприятия Кирибати. Банабанцы хотели большей автономии и репараций в размере около 250 млн долл. США за доходы, который они не получили, и за разрушение окружающей среды, вызванное методами добычи фосфатов, аналогичными тем, которые применялись на Науру. Британские власти переселили большую часть населения на остров Раби, Фиджи, после 1945 года, но к 1970-м годам многие возвращались в Банабу. Британцы отклонили предложение о независимости Банаба, и остров остался под юрисдикцией Кирибати.

## Почтовые марки
Острова Гилберта и Эллис выпускали свои почтовые марки с 1911 года.